# Mabel Hardy

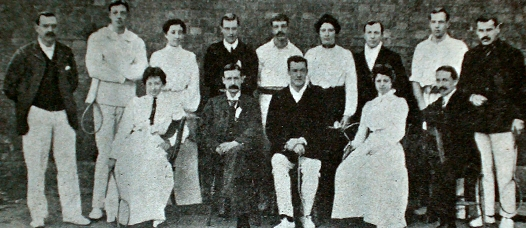
Mabel Hardy (vorn 2. v.r.)

Mabel Constance Hardy (* im ersten Quartal 1879 in Lymington; † 7. Februar 1947, verheiratete Mabel Constance Smith) war eine englische Badmintonspielerin. Sie heiratete im 2. Quartal 1905.

## Karriere
Mabel Hardy gehörte zu den bedeutendsten Badmintonspielerinnen des ersten Jahrzehnts des 20. Jahrhunderts. 1903 gewann sie die Internationalen Meisterschaften von Irland im Damendoppel und Mixed. Im gleichen Jahr siegte sie auch bei den All England im Damendoppel. 1904 war sie noch einmal in Irland erfolgreich. Im darauffolgenden Jahr erkämpfte sie sich noch einmal zwei zweite Plätze in London.

## Erfolge
| Saison | Veranstaltung | Disziplin   | Platz | Name                         |
| ------ | ------------- | ----------- | ----- | ---------------------------- |
| 1903   | Irish Open    | Mixed       | 1     | L. U. Ransford / M. Hardy    |
| 1903   | Irish Open    | Damendoppel | 1     | Meriel Lucas / Mabel Hardy   |
| 1903   | All England   | Damendoppel | 1     | M. Hardy / Dorothea Douglass |
| 1904   | Irish Open    | Mixed       | 1     | L. U. Ransford / M. Hardy    |
| 1905   | All England   | Dameneinzel | 2     | Mabel Hardy                  |
| 1905   | All England   | Damendoppel | 2     | Mabel Hardy / Dorothy Harvey |

## Referenzen
- Statistiken des englischen Verbandes

| Personendaten    | Personendaten                                                       |
| ---------------- | ------------------------------------------------------------------- |
| NAME             | Hardy, Mabel                                                        |
| ALTERNATIVNAMEN  | Hardy, Mabel Constance (vollständiger Name); Smith, Mabel Constance |
| KURZBESCHREIBUNG | englische Badmintonspielerin                                        |
| GEBURTSDATUM     | 1879                                                                |
| GEBURTSORT       | Lymington                                                           |
| STERBEDATUM      | 7. Februar 1947                                                     |